# Flagge Österreichs

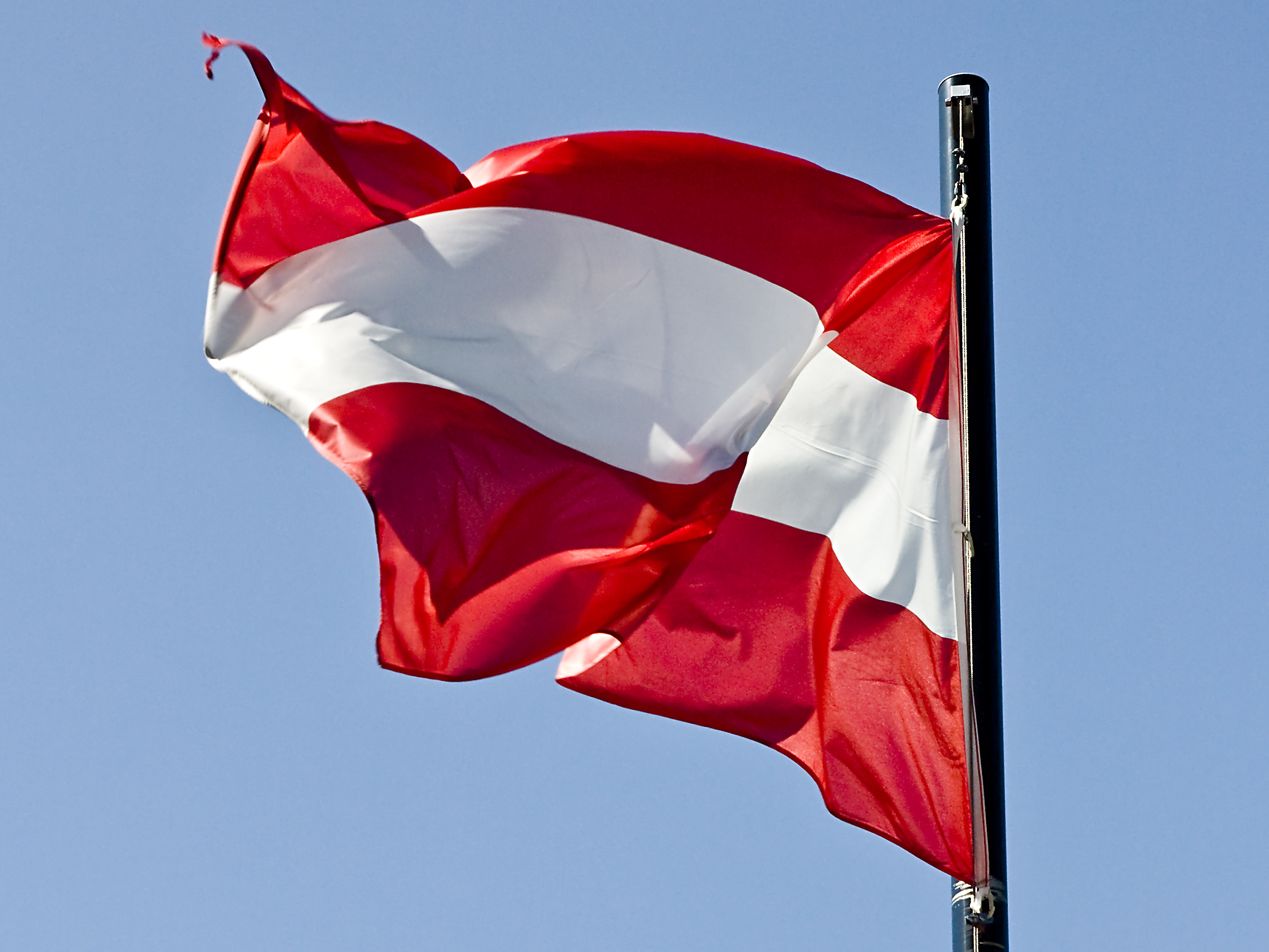
Im Wind wehende Flagge der Republik Österreich, in Verwendung als bürgerliche und als österreichische Seeflagge (Handelsflagge)

2:3 Dienstflagge des Bundes und österreichische Militärflagge

Die Flaggen Österreichs leiten sich vom rot-weiß-roten Schild Österreichs (Bindenschild) aus dem frühen 13. Jahrhundert ab.

## Allgemeines
Die Farben der Republik Österreich und das allgemeine Aussehen der Flagge wurden mit dem Bundesverfassungsgesetz vom 1. Juli 1981, mit dem das Bundes-Verfassungsgesetz in der Fassung von 1929 geändert wurde (BGBl. Nr. 350/1981) durch Hinzufügung des Art. 8a B-VG als Verfassungsbestimmung festgeschrieben:

„Artikel 8a. (1) Die Farben der Republik Österreich sind rot-weiß-rot. Die Flagge besteht aus drei gleichbreiten waagrechten Streifen, von denen der mittlere weiß, der obere und der untere rot sind.“

Gleichzeitig mit der Hinzufügung des Art. 8a B-VG wurde das Wappengesetz von 1945 außer Kraft gesetzt. Erst knapp drei Jahre später wurde mit BGBl. Nr. 159/1984 das Bundesgesetz vom 28. März 1984 über das Wappen und andere Hoheitszeichen der Republik Österreich (Wappengesetz) verlautbart. Damit wurden das Wappen der Republik Österreich (Bundeswappen; § 1 in Verbindung mit Anlage 1), das Siegel der Republik Österreich (§ 2) und die Flaggen der Republik (§ 3) mit der Dienstflagge des Bundes (Abs. 3 in Verbindung mit Anlage 2) in deren aktuellen Versionen eingeführt. Entsprechend Abs. 4 werden durch das Wappengesetz „die im Seeschiffahrtsgesetz, BGBl. Nr. 174/1981, enthaltenen Bestimmungen über die Flagge der Republik Österreich zur See (Seeflagge) […] nicht berührt.“
Abseits des Wirkungsbereichs des Bundesheeres ist die Beflaggung öffentlicher Gebäude in Österreich (Dauerbeflaggung, Festbeflaggung und Trauerbeflaggung) nicht gesetzlich verankert und wird im Allgemeinen über Beschlüsse und im Anlassfall über Erlässe geregelt.

## Farbtöne der Nationalfarben
Die exakten Farbtöne der Nationalfarben Rot und Weiß sind in den Gesetzen und damit im Wappenrecht der Republik Österreich nicht geregelt. Nur für den Rotton im Anwendungsbereich innerhalb des Bundesheeres findet sich im Wege eines Erlasses in den Grundsätzlichen Bestimmungen über Verwendung des Hoheitszeichens sowie über die Fahnenordnung des Österreichischen Bundesheeres eine Regelung. In der aktuellen Version vom 14. Mai 2018 ist darin im Abschnitt I C. Insignien Ziffer 1 festgelegt: „Das Rot in den österreichischen Staatsfarben hat die Charakteristik ‚Pantone 186 C‘ aufzuweisen.“
Anders als im militärischen Bereich ist auch die genaue Anordnung des Wappenadlers auf der rot-weiß-roten Dienstflagge nicht geregelt und ergibt sich nur über die Anlage 2 des Wappengesetzes.

## Zivile Flaggen

### Flagge der Republik Österreich
Das Aussehen der Flagge der Republik Österreich (Nationalflagge) ist in § 3 Wappengesetz festgelegt, wobei sie nach Abs. 2 aus drei gleich breiten waagrechten Streifen besteht, von denen der mittlere weiß ist und der obere und der untere Streifen rot sind, woraus sich nach Abs. 1 die Kombination rot-weiß-rot ergibt. Die heraldische Blasonierung ist rot–silber–rot und geht direkt auf den mittelalterlichen österreichischen Bindenschild zurück. Die aus den Farben der österreichischen Republik gebildete Flagge zählt damit zu den ältesten noch in Geltung stehenden Hoheitszeichen der Welt.
Anders als bei den nachstehend beschriebenen See- und Bundesdienstflaggen ist bei der „normalen“ Nationalflagge das Verhältnis von Breite zu Länge gesetzlich nicht verankert. Es hat sich aber auch bei diesem Format, der Hissflagge, allgemein ein Verhältnis von zwei zu drei etabliert. Allerdings ist in Österreich die Verwendung von Knatter- und Bannerflaggen wesentlich verbreiteter, wodurch die Farbkombination Rot-Weiß-Rot wesentlich öfter vertikal nebeneinander als horizontal untereinander zu sehen ist. Im Gegensatz zur Dienstflagge des Bundes mit dem darin enthaltenen Bundeswappen (siehe unten) darf die Nationalflagge von jedem Bürger frei verwendet werden.

### Dienstflagge des Bundes
Die Dienstflagge des Bundes zeigt gemäß § 3 Abs. 3 in Verbindung mit Anlage 2 Wappengesetz das Wappen der Republik Österreich, welches gleichmäßig in die beiden roten Streifen hineinreicht. Das Verhältnis der Höhe der Dienstflagge zu ihrer Länge ist zwei zu drei. Bei der Verwendung der Dienstflagge als Hochformatflagge (Knatter-, Banner-, Ausleger, Hängeflagge) wird, wie allgemein üblich, das Wappen aufrecht gestellt. Entgegen einer weitverbreiteten Annahme ist die Dienstflagge nicht (gleichzeitig) die österreichische Nationalflagge, welche nur rot-weiß-rot und ohne Bundeswappen darzustellen ist.
Das Recht zum Führen der Dienstflagge des Bundes steht entsprechend § 6 Wappengesetz in Verbindung mit § 4 (Das Recht zum Führen des Bundeswappens) nur zu:
- den obersten Staatsorganen, das sind namentlich der Bundespräsident, die Präsidenten des Nationalrates, der Vorsitzende des Bundesrates, der Präsident und der Vizepräsident des Rechnungshofes, die Mitglieder der Bundesregierung, die Staatssekretäre und die Mitglieder der Volksanwaltschaft (§ 4 Abs. 2),
- den Landeshauptleuten als Organe der mittelbaren Bundesverwaltung sowie „den Behörden, Ämtern, Anstalten und sonstigen Dienststellen des Bundes, den Österreichischen Bundesforsten sowie dem Bundesheer zu; ebenso den Universitäten und Hochschulen einschließlich ihrer Institute, den Fakultäten, den Abteilungen und den besonderen Universitätseinrichtungen, soweit sie wenigstens beschränkte Rechtspersönlichkeit haben, sowie den Verwaltungen der Staatsmonopole.“ (§ 4 Abs. 3).
- Ausgenommen vom Führen der Dienstflagge des Bundes sind jedoch jene Verwaltungen der Staatsmonopole, die als Aktiengesellschaft eingerichtet sind (§ 6, 2. Halbsatz).

### Seeflagge (Handelsflagge)
Als Flagge der Republik Österreich zur See (Seeflagge) wird die Handelsflagge bezeichnet, die von Handelsschiffen und anderen Schiffen im privaten Besitz als Nationalflagge gehisst wird. Die Handelsflagge ist neben der Kriegsflagge eine der beiden ursprünglichen Ausprägungen der Nationalflagge.
Das Aussehen der Seeflagge und wie diese auf den Schiffen zu führen ist, ist im § 3 des Bundesgesetz über die Seeschifffahrt (Seeschifffahrtsgesetz – SeeSchFG) geregelt:

„§ 3. (1) Die Flagge der Republik Österreich zur See (Seeflagge) in der Form gemäß Abs. 2 darf nur von österreichischen Seeschiffen geführt werden; sie dürfen die Seeflagge eines anderen Staates nicht führen.

(2) Die Seeflagge besteht aus drei gleichbreiten, waagrechten Streifen, von denen der mittlere weiß, der obere und der untere rot ist. Das Verhältnis der Höhe der Flagge zu ihrer Länge ist zwei zu drei. Andere Hinweise auf die österreichische Nationalität eines Seeschiffes (zB durch rot-weiß-rote Wimpel, Stander) sind unzulässig.

(3) Die Seeflagge ist in der für Seeschiffe der betreffenden Gattung üblichen Art und Weise zu führen. An der Stelle, an der die Seeflagge gesetzt ist oder regelmäßig geführt wird, dürfen andere Flaggen nicht gesetzt werden.“

Entsprechend § 7 Abs. 2 SeeSchFG ist „mit der Zulassung zur Seeschifffahrt ist das Recht und die Pflicht zur Führung der Seeflagge verbunden.“ „Einer Verwaltungsübertretung, auch wenn die Tat im Ausland begangen wurde, macht sich schuldig und ist“ gemäß § 54, sofern der Tatbestand nicht einen in die Zuständigkeit der Gerichte fallende Handlung betrifft (Abs. 3), mit einer Geldstrafe bis zu 2.180 Euro zu bestrafen (Abs. 1), wer nach Abs. 2 unter anderem „ohne Zulassung zur Seeschifffahrt die österreichische Seeflagge führt (§ 3 Abs. 1)“ (Ziffer 1), wer „ohne Zulassung zur Seeschifffahrt auf die österreichische Nationalität eines Seeschiffes hinweist (§ 3 Abs. 2 dritter Satz)“ (Ziffer 2) und wer „als Eigentümer eines österreichischen Seeschiffes die Seeflagge eines anderen Staates führt (§ 3 Abs. 1)“ (Ziffer 3).

## Staatssymbole des österreichischen Militärs

### Kriegsflagge (Militärflagge)

1936–1938, 1955–heute
Hoheitszeichen des Österreichischen Bundesheeres

Als Militärflagge wird die Bundesdienstflagge verwendet, eine eigene Kriegsflagge existiert seit dem Ende der k.u.k. Armee im Jahre 1918 nicht mehr.
In der aktuellen Version des Erlasses des Bundesministeriums für Landesverteidigung, Grundsätzlichen Bestimmungen über Verwendung des Hoheitszeichens sowie über die Fahnenordnung des Österreichischen Bundesheeres vom 14. Mai 2018, ist im Abschnitt I C. Insignien Ziffer 1 festgelegt, dass „das Rot in den österreichischen Staatsfarben hat die Charakteristik ‚Pantone 186 C‘ aufzuweisen“ hat.
Im Abschnitt I C. Insignien Ziffer 2 ist die genaue Ausgestaltung der im militärischen Bereich zur Anwendung kommenden Dienstflagge des Bundes sowie die Art der Aufhängung festgelegt:

„Die Dienstflagge des Bundes entspricht der Flagge der Republik Österreich, weist aber zusätzlich auf beiden Seiten in ihrer Mitte das Wappen der Republik Österreich (Bundeswappen) auf, das gleichmäßig in die beiden roten Streifen hineinreicht. Das Bundeswappen befindet sich hierbei genau in der Mitte des Flaggenblattes und steht bei abwehender Flagge senkrecht (Beilage 1). Der Blick des Wappenadlers ist beiderseitig zum Flaggenmast gerichtet. Das Stielende des Hammers liegt auf dem oberen Rand des unteren roten Streifens und die obere Schnabelhälfte des Wappenadlers verläuft entlang des unteren Randes des oberen roten Streifens des Flaggentuches. Ein Umranden des Wappenadlers mit einem Wappenschild ist unzulässig.“

### Kokarde (=Hoheitszeichen) für Militärfahrzeuge
Das Hoheitszeichen (Kokarde) ist ein weißes gleichseitiges Dreieck mit der Spitze nach unten in einer roten Scheibe, das 1936 eingeführt wurde.
Diese Art Hoheitszeichen hat sich mit dem Aufkommen von Flugzeugen und Panzern als notwendig erwiesen. Bei Schiffen wird die Staatszugehörigkeit durch die Kriegsflagge kenntlich gemacht. Flugzeuge verwenden das aufgemalte Hoheitszeichen, Kokarde bzw. im englischen Roundel genannt, eine Abwandlung der Kriegsflagge. Inzwischen wird dieses Hoheitszeichen für viele Militärfahrzeuge verwendet. Die Patrouillenboote auf der Donau verwendeten bis zu ihrer Außerdienststellung 2006 die Militärflagge.

## Gesetzlicher Schutz der Hoheitszeichen

### Strafrecht
Durch § 248 Abs. 2 StGB, Herabwürdigung des Staates und seiner Symbole, stehen unter anderem die Flagge der Republik Österreich, das Bundeswappen und damit auch die Bundesdienstflagge unter strafrechtlichem Schutz:

„(2) Wer in der im Abs. 1 bezeichneten Art in gehässiger Weise eine aus einem öffentlichen Anlaß oder bei einer allgemein zugänglichen Veranstaltung gezeigte Fahne der Republik Österreich oder eines ihrer Bundesländer, ein von einer österreichischen Behörde angebrachtes Hoheitszeichen, die Bundeshymne oder eine Landeshymne beschimpft, verächtlich macht oder sonst herabwürdigt, ist mit Freiheitsstrafe bis zu sechs Monaten oder mit Geldstrafe bis zu 360 Tagessätzen zu bestrafen.“

### Verwenden
§ 7 Wappengesetz regelt die Verwendung der Abbildungen von Hoheitszeichen der Republik Österreich. Darin ist verankert, dass „die Verwendung von Abbildungen des Bundeswappens, von Abbildungen der Flagge der Republik Österreich sowie der Flagge selbst“ für jedermann zulässig ist, „soweit [die Verwendung] nicht geeignet ist, eine öffentliche Berechtigung vorzutäuschen oder das Ansehen der Republik Österreich zu beeinträchtigen.“ Dies umfasst entsprechend § 3 sowohl die rot-weiß-rote Fahne, als auch die Bundesdienstflagge mit dem Bundeswappen.

### Führen
Das Führen der Hoheitszeichen ist dem Wappengesetz entsprechend nur einschränkt zulässig:
- Das Recht zum Führen des Bundeswappens (§ 4): „Das Bundeswappen führt im Sinne dieses Bundesgesetzes, wer es in Ausübung staatlicher Funktionen verwendet.“
- Das Recht zum Führen der Stampiglien des Bundes (§ 5): „Das Recht zum Führen von Hartdruck- oder Farbstampiglien, die dem Siegel der Republik Österreich entsprechen, …“
- Das Recht zum Führen der Dienstflagge des Bundes (§ 6)

Die Flagge der Republik Österreich zur See (Seeflagge) darf nur von österreichischen Seeschiffen geführt werden.

### Definition des „Führens“
Die Definition des „Führens des Bundeswappens“, woraus sich insbesondere auch das Führen des Bundesdienstflagge ableitet, findet sich im besonderen Teil der Erläuterungen der Regierungsvorlage zum Wappengesetz von 1984 zu § 4:

„Die Legaldefinition des Begriffes ‚Führen des Bundeswappens‘ erscheint aus dem Grunde der Rechtsklarheit notwendig. Sie lehnt sich an die Auffassung des VwGH in seinem Erkenntnis vom 25. März 1966, Zl. 1368/1965, an. Es ist darunter nur eine spezifische Art der Verwendung bzw. des Gebrauches des Wappens zu verstehen, nämlich eine solche, die auf eine öffentliche Berechtigung hinweist (vgl. auch Holzinger, Kompetenzfragen des Wappenschutzes, ÖJZ 6/1977, S. 143).“

Die Flagge der Republik Österreich zur See (Seeflagge) darf nur von österreichischen Seeschiffen geführt werden. Diese dürfen die Seeflagge eines anderen Staates nicht führen, und an vorgesehener Stelle auch keine andere Flagge (§ 3 Abs. 1 und 3 SeeSchFG). Andere Hinweise auf die österreichische Nationalität eines Seeschiffes (wie rot-weiß-rote Wimpel, Stander) sind unzulässig (Abs. 2).

### Führen der Flaggen auf Kraftfahrzeugen

Europaflagge
1995–heute
Hoheitszeichen EUFOR

Im § 54 Abs. 1 KFG 1967 ist geregelt:

„Standarten, Flaggen und Wimpel in den Farben der Republik Österreich mit dem Bundeswappen dürfen nur bei offiziellen Anlässen geführt werden und nur an Kraftwagen, die zur Verwendung für Fahrten des Bundespräsidenten, der Präsidenten des Nationalrates, des Vorsitzenden des Bundesrates, der übrigen Abgeordneten zum Nationalrat, der übrigen Mitglieder des Bundesrates, der Mitglieder der Bundesregierung, der Staatssekretäre, der Landeshauptmänner oder Präsidenten oder Vizepräsidenten des Rechnungshofes, des Verfassungsgerichtshofes, des Verwaltungsgerichtshofes oder des Obersten Gerichtshofes bestimmt sind. Das Führen dieser Standarten, Flaggen und Wimpel vorne am Fahrzeug in der Mitte ist nur bei Fahrten des Bundespräsidenten sowie bei Fahrten mit Kraftwagen des Bundespräsidenten bei feierlichen Anlässen zulässig.“

Im § 26a Abs. 1 Kraftfahrgesetz-Durchführungsverordnung 1967 (KDV 1967) ist geregelt:

„Das Führen von Zeichen, bildlichen Darstellungen, Aufschriften, Tafeln oder Fahnen an anderen als den Kraftfahrzeugen und Anhängern, an denen sie auf Grund des KFG 1967, […], angebracht sein müssen oder gemäß § 54 KFG 1967 geführt werden dürfen, ist unzulässig; Gegenstände, die nach ihrer Beschaffenheit und ihrem Aussehen leicht für solche Zeichen, bildliche Darstellungen, Aufschriften, Tafeln oder Fahnen gehalten werden können, dürfen an Fahrzeugen nicht angebracht sein.“

Im Jahr 2008 entbrannte eine Debatte darüber, ob es patriotischen Fußballfans gestattet sein soll, anlässlich der Fußball-Europameisterschaft die österreichische Flagge an Fahrzeugen anzubringen. Wiewohl nur das „Führen“ einer Flagge mit dem Bundeswappen (Bundesdienstflagge) gemäß obiger Bestimmung im KFG 1967 an Fahrzeugen ausdrücklich nicht gestattet ist, herrschte damals seitens Ministerien, Polizei und Autofahrerclubs die einhellige Meinung, dass von der Strafbestimmung das Anbringen und Fahren mit österreichischen Fahnen und Wimpel umfasst sei. Der damalige Verkehrsminister Werner Faymann (SPÖ) beendete die Debatte damit, dass mit einem Erlass diese Strafbestimmung während der Zeit vor und während der EM ausgesetzt werden wird. Faymann dazu: „Natürlich sollen patriotische Fußballfreunde ihr Auto mit dem österreichischen Wappen schmücken dürfen.“ Sein Regierungspartner, Innenminister Günther Platter (ÖVP) sah keinen Sinn darin, „österreichische Fans, die eine Fahne am Fahrzeug angebracht haben“ zu bestrafen. So sei es Polizisten „‚zweifellos zumutbar‘, offizielle Staatsfahrzeuge von einem Privat-Pkw zu unterscheiden.“ Tatsächlich erging vom BMVIT am 13. Mai 2008 ein Erlass betreffend „Fußballeuropameisterschaft Euro 2008; Erlass betr. Autofahnen“ an alle Landeshauptmänner. Das BMVIT zog aus § 54 KFG und § 26a KDV die Schlussfolgerung: „Aus diesen Bestimmungen kann abgeleitet werden, dass das Führen einer Fahne mit dem Staatswappen auf einem Fahrzeug nur bestimmten offiziellen Organen vorbehalten ist und dass auch das Anbringen von Fahnen, die leicht für solche ‚offiziellen Fahnen‘ gehalten werden könnten, unzulässig ist“ und begründete wie folgt:

„Im Hinblick auf die Fußball-Europameisterschaft (Euro 2008) müssen diese Bestimmungen aber flexibler und den Anforderungen der Praxis entsprechend ausgelegt und vollzogen werden.

Nach Ansicht des BMVIT kann davon ausgegangen werden, dass es sich bei den im Zusammenhang mit der Euro 2008 als Fanartikel an Fahrzeugen angebrachten Fahnen grundsätzlich nicht um „offizielle Fahnen“ im Sinne der zitierten kraftfahrrechtlichen Bestimmungen handelt und auch keine Verwechslungsfähigkeit mit den ‚offiziellen Fahnen‘ bzw. Fahrzeugen der im § 54 Abs. 1 KFG genannten Organe gegeben sein wird.

Daher ist das Führen derartiger Fahnen als Fanartikel im Zusammenhang mit der Euro 2008 ab sofort und während der Euro 2008 nicht zu beanstanden.

Jedoch darf die Verkehrssicherheit und die freie Sicht des Lenkers durch die Anbringung derartiger Fahnen nicht beeinträchtigt werden.“

Auch vom Innenministerium wurde ein sogenannter Euro-Erlass erlassen, in dem zudem auch geregelt wurde, „dass die Polizei beim ‚Führen von Fanartikeln‘ ausschließlich bei ‚Gefahr in Verzug‘ einschreiten muss.“
Nach der Fußball-Europameisterschaft hieß es aus dem Verkehrsministerium, dass die Ausnahmeregelung auch nach der EM aufrecht bliebe und Fans weiterhin die Fahne hissen dürfen. Anlässlich der Fußball-Europameisterschaft 2016 wurde bekannt, dass in einem Folgeerlass festgehalten wurde, dass die Ausnahmeregelung auch über die Europameisterschaft 2008 hinaus gilt. Demnach sei laut Verkehrsministerium dieser Erlass auch zur Europameisterschaft 2016 noch gültig.
Spätere Diskussionen zu diesem Thema wurden nicht mehr geführt; zwischenzeitlich ist es unbeanstandet verbreitete Praxis, dass bei Demonstrationen und Versammlungen Flaggen aller Art (so diese bzw. deren Symbole nicht verboten sind) zu Fuß und auf Fahrzeugen mitgeführt werden. Dies betrifft insbesondere auch österreichische Flaggen, sowohl ohne (Nationalflagge), als auch mit Bundeswappen darauf (Dienstflagge des Bundes).
Einschlägige Judikatur zum Führen österreichischer Flaggen auf Kraftfahrzeugen gemäß § 54 Abs. 1 KFG 1967 findet sich im Rechtsinformationssystem des Bundes bisher (Jänner 2023) nicht.

## Ergänzende Staatssymbole

### Europäische Union: Flagge und Hoheitszeichen
1995 wurde Österreich ein Teil der Europäischen Union. Seither sind deren Hoheitssymbole als Staatssymbole in Österreich gültig. Sie werden als eine Art Bei- bzw. Ergänzungsflagge zur Staatsflagge verwendet.
Wenn Einheiten des Österreichischen Bundesheeres im Rahmen der EUFOR eingesetzt werden, so wird die EUFOR-Kokarde als zusätzliches Hoheitszeichen für österreichische Militärfahrzeuge verwendet. Auch als Uniform-Aufnäher, zur Kennzeichnung des einzelnen Soldaten, findet die Kokarde Verwendung.

Flagge der Vereinten Nationen
Hoheitszeichen öBH UN-Mission

### Vereinte Nationen: Flagge und Hoheitszeichen
1955 wurde Österreich Mitglied der Vereinten Nationen (UN, United Nations). Seither sind deren Hoheitssymbole als Staatssymbole in Österreich bei besonderen Anlässen in Verwendung und gültig (nicht so viel verwendet wie die EU-Symbole). Sie werden als eine Art Bei- bzw. Ergänzungsflagge zur Staatsflagge verwendet.
Wenn Einheiten des Österreichischen Bundesheeres im Rahmen der UN eingesetzt werden, so wird die UN-Kokarde (UN-Flagge oder die Buchstaben UN) als zusätzliches Hoheitszeichen für österreichische Militärfahrzeuge verwendet.

## Geschichte der Flagge

### Die Fahnen Österreichs als Monarchie

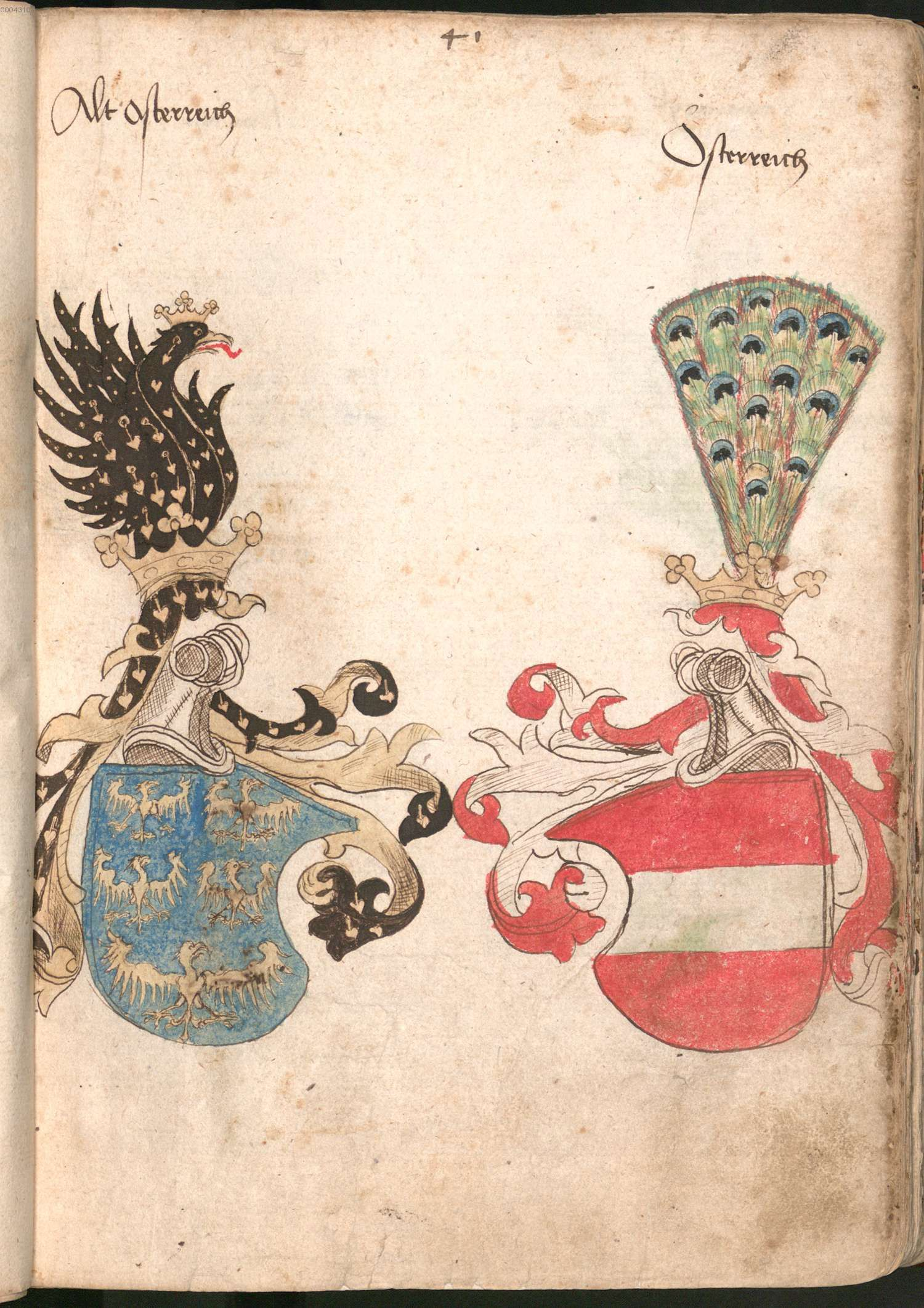
Darstellung von Altösterreich (Lerchenwappen) und Neuösterreich (Bindenschild), aus dem Wernigeroder Wappenbuch, 4. Viertel 15. Jh.

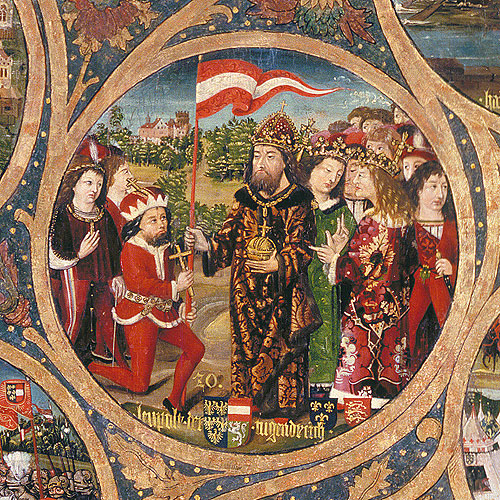
Herzog Leopold V. (der Tugendhafte), links kniend, erhält nach der Belagerung von Akkon das rot-weiß-rote Banner vom deutschen Kaiser Heinrich VI. (Ausschnitt aus dem Babenberger-Stammbaum, Stift Klosterneuburg)

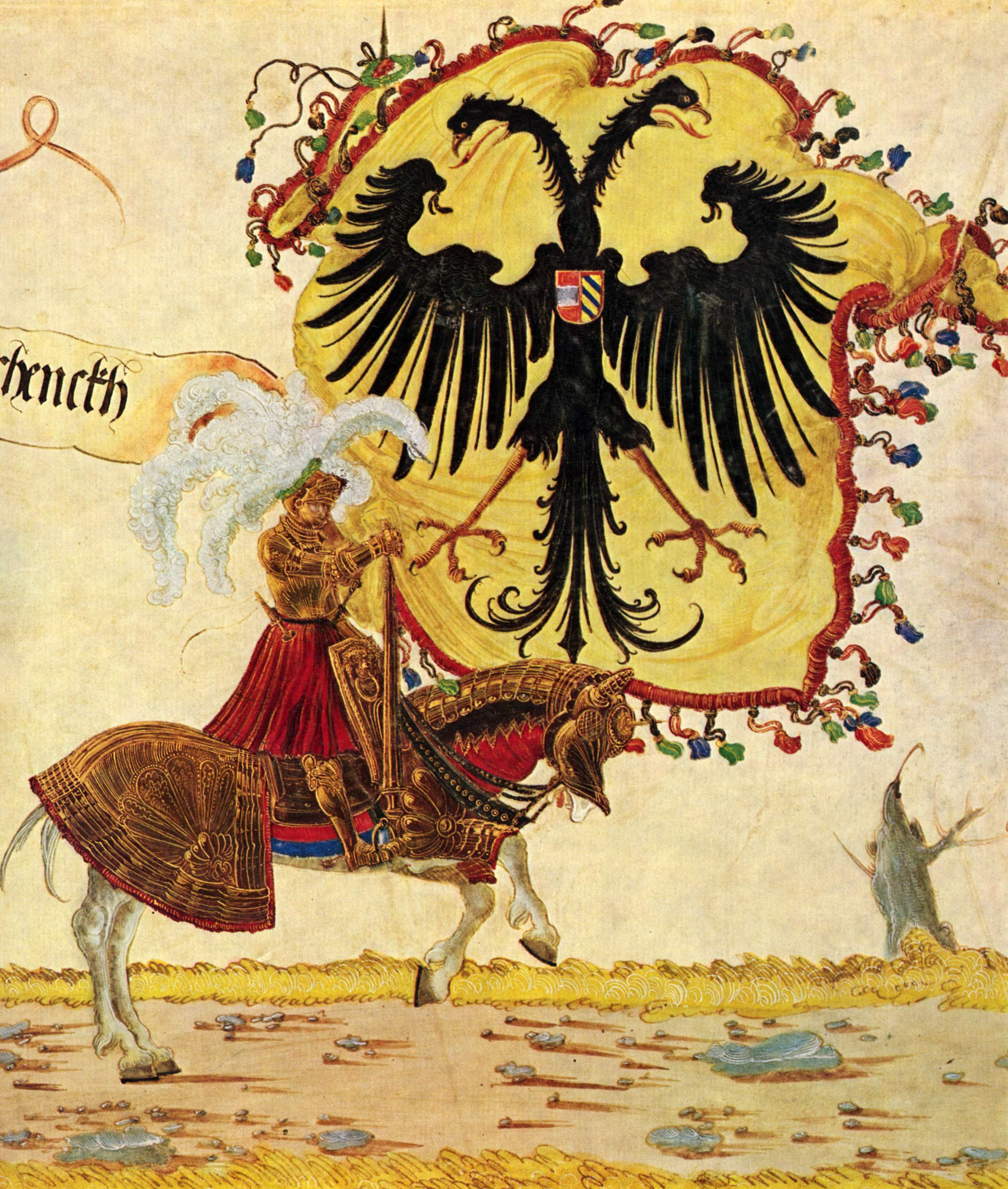
Triumphzug Kaiser Maximilians, Szene: Reichsbanner
Albrecht Altdorfer, um 1513–1515

Zivile Nationalflagge der österreichischen Reichshälfte der Doppelmonarchie

Der Bindenschild, das (neuere) Hauswappen der Babenberger mit dem silbernen Balken auf rotem Grund, lässt sich ab 1230 sicher nachweisen. Über seine Herkunft gibt es keine Klarheit, es ranken sich einige Legenden um seine Entstehung. Die bekannteste Legende ist die, dass der Bindenschild bei der Belagerung von Akkon (1189–1191) im Dritten Kreuzzug entstand, an dem auch der Babenberger Herzog Leopold V. teilnahm. Es heißt, nach der Schlacht soll sein weißes Gewand völlig blutgetränkt gewesen sein, bis auf einen weißen Streifen (die „Binde“), wo er den Schwertgurt trug. Woher der Bindenschild wirklich stammt, ist aber nicht bekannt. Vermutungen sehen seine Herkunft in der rot-weiß-roten Lehensfahne der Eppensteiner, die über die Traungauer an die Babenberger kam.
Schon ab etwa 1250 wurden die Farben Territorialzeichen ihrer Besitzungen in Österreich, und nach 1270 (Rudolf von Habsburg) von den Habsburger Herzögen als Hauswappen verwendet, nachdem diese mit den Ländereien der Babenberger belehnt worden waren. In der Folge nannte sich Habsburg auch Haus Österreich. Ab dem 15. Jahrhundert wird es endgültig als Neuösterreich zum Emblem für die habsburgische Hausmacht in Österreich und die Erblande, und damit zum Wappen Österreichs.
Auch die Fahne in Rot-Weiß-Rot findet sich seit dem 14. Jahrhundert, seltener als Heerzeichen, wo sie hinter die schwarz-goldenen kaiserlichen Reichsbanner des Heiligen Römischen Reiches zurücktritt, als bei Zeremonien und festlichen Anlässen.
Als Feldzeichen verwendet das Österreichische Heer der Neuzeit in erster Linie den Doppeladler und das Burgunderkreuz, seit Ferdinand II. (1578–1637) zusätzlich noch das
Madonnenbild. Maßgebend für die einzelnen Länder unter Habsburgischer Herrschaft waren aber weiterhin die jeweiligen Regionalwappen. Ein einheitliches Staatsgefüge mit einer zentral koordinierten Regierung für alle Einzelstaaten – und zentralen Emblemen – entstand erst durch die Gründung des Kaisertums Österreich im Jahr 1804.
1786 wurde die Österreichische Marine (nach Gründung von Österreich-Ungarn in K.u.k. Kriegsmarine umbenannt) gegründet und die Farben Rot-Weiß-Rot noch im selben Jahr zur Kriegsmarineflagge Österreichs bestimmt (die offizielle zivile Flagge Österreichs beziehungsweise später für die österreichische Reichshälfte der Österreichisch-Ungarischen Monarchie war Schwarz-Gelb).

### Einfluss
Die rot-weiß-rote Fahne wurde in den von den Habsburgern beherrschten Gebieten in Norditalien ebenfalls verwendet.

Großherzogtum Toskana, 1765 bis 1800, 1815 bis 1848 und 1849 bis 1860
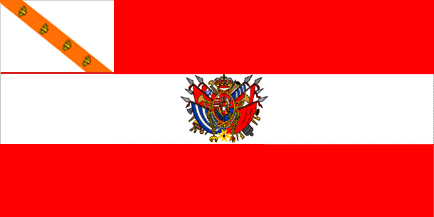
Elba als Teil der Toskana, 1815 bis 1830
Königreich Lombardo-Venetien von 1815 bis 1859 bzw. 1866
Herzogtum Modena, 1830 bis 1859

### Die Flagge der ersten Republik: Rot-weiß-rot
Während die Sozialdemokraten unter Karl Renner für das „revolutionäre Schwarz-Rot-Gold“ als der Antithese zur Monarchie und zum Hause Habsburg und als der Synthese mit der deutschen Republik eintraten, erblickten die Christlichsozialen unter Wilhelm Miklas in den „ehrwürdigen Babenberger- und Kreuzzugsfarben Rot-Weiß-Rot“ ein Zeichen für Kontinuität.
Als am 12. November 1918 vor dem Wiener Parlament die Republik ausgerufen wurde, sollten rot-weiß-rote Flaggen gehisst werden. Radikale Angehörige der „Roten Garde“, einer neuen paramilitärischen Organisation, rissen jedoch die weißen Streifen aus den rot-weiß-roten Fahnen und zogen die roten Reste wieder auf. Ein Teil der Menge jubelte, die große Mehrheit schwieg und wollte mit einer „sozialistischen“ Republik nichts zu tun haben.
Die neu entstandene 1. Republik übernahm das traditionsreiche Symbol des Habsburgischen Vielvölkerstaates, die rot-weiß-rote k.u.k. Kriegsmarine- und Seekriegsflagge als österreichische Staatsflagge im Jahr 1919.

### 1934–1938 Staatsflagge und Kruckenkreuzflagge des Bundesstaates Österreich (Ständestaat)

1936–1938 Bundesstaat Österreich Kruckenkreuzflagge

1934–1938
Bundesstaat
Österreich
Nationalflagge

1936 wurde die Flagge der Vaterländischen Front mit dem Kruckenkreuz, die Kruckenkreuzflagge, im Inland mit der Staatsflagge gleichgestellt, in § 2 Bundesgesetz über die Bundesflagge vom 28. Dezember 1936 wurde bestimmt:

„Die Kruckenkreuzflagge ist im Inlande der Staatsflagge gleichzuhalten und kann neben dieser geführt werden. … Die Kruckenkreuzflagge besteht aus drei waagrechten Streifen, von denen der mittlere weiß, der obere und der untere rot ist. Der Mittelstreifen hat in zwei Fünftel der Länge eine kreisförmige Erweiterung, in deren Mitte sich ein durchbrochenes rotes Kruckenkreuz befindet. Die Flagge ist an der Flaggenstange mit einem grünen Sparren belegt, dessen äußerer Rand von der Mitte der roten Streifen und dessen innerer Rand von den Teilungslinien ausgeht.“

Die Ergänzung des grünen Sparrens, welcher bis dahin noch nicht Teil der Flagge der Vaterländischen Front war, stellte einen Versuch dar, der in diesem Jahr endgültig aufgelösten paramilitärischen Heimwehr (deren politische Farben grün-weiß waren) Tribut zu zollen. Siehe Symbole und Abzeichen der Vaterländischen Front.
Staatsflagge war also weiterhin Rot-Weiß-Rot. Die Kruckenkreuzflagge durfte jedoch im Inland (nicht im Ausland) neben der Rot-Weiß-Roten Staatsflagge („ergänzend“) gehisst werden. Das Kruckenkreuz war damit offizielles Staatssymbol.

## Geschichte des Hoheitszeichen – Kokarde

### 1913–1918 Österreich-Ungarn: k.u.k. Heeres- und Marine-Luftwaffe
Am 1. Oktober 1913 wurden rot-weiß-rote Streifen an Flügelenden, Seitenruder und Rumpf als Markierung der österreichisch-ungarischen Militärflugzeuge angeordnet. Am 28. August 1914 wurde angeordnet, nicht nur das Seitenruder, sondern das gesamte Leitwerk mit rot-weiß-roten Streifen zu kennzeichnen. Daraus ergab sich ein Hoheitszeichen, eine erste Kokarden:
Die k.u.k. Luftfahrtruppen, die Luftwaffe der k.u.k Armee verwendete die rot-weiß-rote Flagge zur Seitenruder-Markierung.
 Die k.u.k. Seeflieger, die Marineflieger Österreich-Ungarns, verwendeten die k.u.k. Kriegs(marine)flagge als Seitenruder-Markierung und behielten diese (ergänzt durch Tatzen- und Balkenkreuz) den ganzen Krieg über bei.
Schon bald stellte sich heraus, dass diese Markierungen vor allem den gegnerischen Piloten nutzten. Für die Kampfpiloten der Alliierten waren die Flugzeuge durch das grelle rot-weiß-rot gut zu erkennen, gut anzuvisieren und deshalb leicht abzuschießen.
Deutschland lieferte Österreich-Ungarn Kampfflugzeuge (die eigenen Rüstungskapazitäten waren zu gering), die ab Werk mit dem deutschen Hoheitszeichen, dem Tatzenkreuz, gekennzeichnet waren. Das Tatzenkreuz hatte Deutschland am 28. September 1914 als Hoheitszeichen eingeführt. Man ließ das Tatzenkreuz auf den Flugzeugen und ergänzte es mit rot-weiß-roten Streifen.
Am 5. Mai 1915 wurde das Tatzenkreuz auch in Österreich-Ungarn als offizielles Hoheitszeichen eingeführt. Es wurde an den Flügeln und am Seitenruder in diversen Varianten aufgetragen. 1916 wurde – wegen anhaltend hoher Flugzeugverluste – die rot-weiß-rote Markierung von Flugzeugen der k.u.k. Heeres-Luftwaffe untersagt (Ausnahme: k.u.k. Marine-Luftwaffe).
Mit der Zeit stellte sich jedoch heraus, dass das Tatzenkreuz von den deutschen und österreichischen Piloten mit den alliierten Kokarden verwechselt wurde (Grund war die abgerundete Form des Zeichens).
Am 7. Juli 1918 wurde in Österreich-Ungarn das Tatzenkreuz durch das Balkenkreuz ersetzt (Deutschland hatte bereits am 17. März 1918 umgestellt). Es wurde bis Kriegsende in diversen Varianten verwendet.

### 1919/1927–1935 Aktivitäten trotz Verbot
1919 wurde der Republik Österreich im Friedensvertrag untersagt, Militärflugzeuge zu betreiben. 1927 wurde das Heimwehr-Fliegerkorps gegründet (1938 nach dem Anschluss aufgelöst). Zeichen des Korps: eine rot-weiß-rote Flagge auf der mittig ein grüner Kreis war, in dem – wiederum mittig – ein weißer Adler dargestellt war. Die Flugzeuge waren aus österreichischer, britischer und deutscher Produktion. 1928 begann die Republik Österreich mit der geheimen Ausbildung von Piloten. In weiterer Folge wurden eine technische Infrastruktur beschafft und Flugzeuge bestellt. Im August 1933 wurden die ersten noch von der Republik Österreich bestellten Flugzeuge geliefert (5 Fiat CR.20 Doppeldecker). Der Bundesstaat Österreich begann mit der heimlichen Aufstellung von Fliegerverbänden in Wien-Aspern und Graz-Thalerhof mit Flugzeugen aus italienischer Produktion (Fiat, Caproni).

### 1936–1938 Neues Hoheitszeichen des Bundesstaates Österreich
1936 führte das Bundesheer einen Wettbewerb für ein neues Hoheitszeichen durch. Es gewann der Entwurf von Paul Rosner, einem Flugzeugtechniker der Fliegerwerft Graz-Thalerhof. Es ist ein weißes gleichseitiges Dreieck mit der Spitze nach unten in einer roten Scheibe und erinnert an ein stilisiertes „Vorrang geben“ vor dem alten Stoppschild.
Traditionell ist die Farbgebung „rot-weiß-rot“ des neuen Hoheitszeichens, jedoch ist es in seiner formellen Ausführung als neues Zeichen zu betrachten. Es hat in seiner Formgebung keine „Vorgängerzeichen“, wie dies etwa bei Flagge oder Wappen der Fall ist.

### 1955–heute Verwendung durch die (2.) Republik Österreich
Dieses Hoheitszeichen wurde 1955 wieder in Kraft gesetzt und ist das einzige Symbol des Bundesstaates Österreich (Ständestaat), das auch von der heutigen Republik Österreich verwendet wird. Es wird heute nicht nur für Luftfahrzeuge verwendet, sondern auch als Kennzeichen auf gepanzerten Ketten- und Bergefahrzeugen, Räder-Kfz und Wasserfahrzeugen des Bundesheeres und der Heeresverwaltung.

## Schriftzeichen
Im Unicode-Standard kann die Flagge als Kombination der Regionalindikatoren 🇦 (Codepoint im Unicodeblock Zusätzliche umschlossene alphanumerische Zeichen) und 🇹 dargestellt werden: 🇦🇹.